# Pilus
Pilus (lat. pilus = kosa) končasta je tvorevina na površini brojnih bakterija koja joj pomaže da se prihvati na stanicu domaćina. Pilusi su relativno slični fimbrijama, no dulji su i imaju drugu ulogu.

## Svojstva
Građeni su od proteina pilina. Tanji su i kraći od bičeva, i ravni su, a vide se samo pomoću elektronskog mikroskopa. Nema ih kod gram pozitivnih bakterija a ima ih kod svih enterobakterija. Bakterije koje ih imaju izazivaju hemolizu. Neke enterobakterije imaju i seksualne piluse pomoću kojih izmjenjuju plazmide pri bakterijskoj konjugaciji. Iako su građeni od proteina, otporni su na pepsin, tripsin, kiseline i lužine. Pilusi se mogu izgubiti i opet stvoriti. Nositelji su fimbrijalnog F-antigena.